# Malva alcea
Malva alcea L., 1753 è una pianta della famiglia delle Malvaceae originaria dell'Europa.

## Descrizione
È una pianta erbacea perenne che può raggiungere un'altezza di 120 cm. Le foglie sono dentate e lobate, lunghe 2–8 cm. I fiori sono di colore rosa, di 5 cm di diametro e si sviluppano dall'ascella fogliare, con l'epicalice che può essere sia glabro che ricoperto di peli. Il frutto è uno schizocarpo glabro di 4–8 mm di diametro, contenente diversi semi.

## Distribuzione e habitat
Nativa dell'Europa, si rinviene anche nel nord-est degli Stati Uniti. Cresce in terreni calcarei e ricchi di azoto ben esposti al sole, non disdegnando ambienti antropizzati come rovine o cigli stradali.